# Monsters University
Monsters University (titulada Monstruos University en España) es una película animada en 3D de 2013, dirigida y escrita por Dan Scanlon y con las voces de John Goodman, Billy Crystal y Steve Buscemi. Fue producida por Pixar y distribuida por Walt Disney Pictures. Es la decimocuarta película producida de Pixar y la precuela de Monsters, Inc. (2001), siendo la primera precuela realizada por Pixar.

## Argumento
La película cronológicamente se encuentra situada antes de los acontecimientos de Monsters, Inc.
La historia comienza con Mike Wazowski, que desde pequeño era rechazado por sus compañeros, lo cual lo llevó a la meta de demostrarles que él era especial. Su obsesión por ser un asustador se originó en una excursión de parte de su escuela, en la cual entró sin autorización en una puerta y quedó fascinado con los asustadores para siempre. Gracias a sus buenos estudios, es admitido en Monsters University. Mike hace un recorrido por la universidad y le dan una habitación, la cual la comparte con su compañero Randall "Randy" Boggs, y se hacen muy buenos amigos.
El primer día de clase, el profesor Knight avisa a sus alumnos de que antes eran los más terroríficos en sus casas. Ahora, están en el "pueblo del Profesor Knight" y él no se asusta con facilidad. Luego, aparece la decana de la facultad de sustos, Hardscrabble, quien les informa que al final del semestre habrá un examen final y los que no lo aprueben estarán fuera del Programa de Sustos. Hardscrabble es una leyenda al haber batido el récord de todos los tiempos con un grito que estaba en su conserva-gritos.
Por la noche, Mike trata de estudiar, pero James P. Sullivan (Jimmy Sullivan), un compañero de clase e hijo de un famoso asustador, se esconde en su habitación, ya que ha robado a Archie, la mascota de una universidad rival (Pavor Tech). Archie se escapa y Mike con Sulley lo persiguen por todo el campus y lo atrapan, pero al final el mérito se lo lleva Sulley, quien es admitido por los Roar Omega Roar, la fraternidad más popular de la universidad, con Johnny Worthington como líder. Mike trata de unirse a ellos, pero tiene una discusión con Sulley que provoca una rivalidad entre ellos. 
Durante los meses siguientes, Mike se esfuerza y estudia duro para superarse, mientras que Sulley holgazanea, confiando en su apellido y su talento natural. A lo largo del semestre, surge una intensa rivalidad entre Mike y Sulley, viéndose mutuamente como la antítesis de sus visiones del éxito. El día del examen, la rivalidad entre ambos se descontrola cuando sin querer, en una pelea entre ambos, destruyen el preciado contenedor de gritos de Hardscrabble. Ella personalmente pone a prueba a ambos y los desaprueba: a Sulley por falta de conocimientos técnicos y por apresurarse, y a Mike por no causar "miedo", además de que Sulley es también expulsado de Roar Omega Roar.
El siguiente semestre, tanto Sulley como Mike cambian de especialidad, de asustar a diseñar latas de gritos; Sulley está completamente resentido con Mike, mientras que Mike está desesperanzado y molesto por no poder continuar en el programa de asustadores debido a su apariencia. Decidido a demostrar su valía, Mike participa en una serie de pruebas conocidas como las Sustolimpiadas, cuyos ganadores serán reconocidos como los monstruos más aterradores de la universidad. Para unirse necesita pertenecer a un equipo y Mike solo es aceptado por los Oozma Kappa (OK), un grupo de monstruos marginados con fama de no dar miedo. Lamentablemente, los Oozma Kappa necesitan un miembro más, por lo que Mike acepta a regañadientes a Sulley, quien aprovecha la oportunidad para limpiar su imagen, al mismo tiempo que Randall lo abandona uniéndose a los Roar Omega Roar. Hardscrabble, quien es la organizadora del torneo, al ver que Mike quiere participar, le permite entrar y hace un trato con él en que si su equipo gana el certamen lo volverá a aceptar dentro del Programa de Sustos pero que de lo contrario quedará expulsado.
Desde su llegada a la casa de los Oozma Kappa, conocen a sus miembros Don Carlton, el presidente y un señor casi retirado, Terry y Terri, dos hermanos gemelos, Squishy, un monstruo adolescente con 5 ojos y Art, un monstruo púrpura. Una vez que comienzan las Sustolimpiadas en su primera prueba debido a la rivalidad entre Sulley y Mike, casi provocan que el equipo sea eliminado, pero son salvados en última instancia debido a que uno de los equipos fue descalificado por hacer trampa. En su segunda prueba contra todo pronóstico logran mejorar en su estrategia y en el trabajo en equipo, lo que les asegura la victoria. Debido a su creciente popularidad, son invitados a una fiesta en casa de los Roar Omega Roar, donde al principio pasan un buen momento festejando con los demás estudiantes, sin embargo Johnny junto a su equipo les gastan una broma y los humillan delante de toda la universidad. Al día siguiente, Mike encara a Johnny por ponerlos en ridículo frente a los demás, a lo que este les contesta que son monstruos que nunca llegarán a ser verdaderos asustadores y que si desean estar en una empresa de sustos  trabajen de mensajeros (debido a que las empresas de sustos siempre contratan mensajeros). Producto del incidente, Mike con tal darle ánimos al equipo, los lleva de excursión a Monsters Inc, en donde descubren que todos los asustadores son completamente diferentes y que cada uno utiliza sus virtudes para asustar, pero se ven obligados a huir ya que por poco son atrapados por los guardias de seguridad que pasaban por la zona. Animados, los Oozma Kappa pasan las 2 penúltimas pruebas quedando finalistas junto con los Roar Omega Roar, debido a sus victorias los Oozmas logran ganar una gran fanáticada de los estudiantes de la Universidad, al mismo tiempo que todos los miembros mejoran en sus habilidades para ser asustadores, una vez que termina la penúltima prueba, Sulley le pregunta a la Décana Hardscrabble de que si consiguen la victoria volverán al programa, a lo que ella le afirma que todos lograran volver si pasan la última prueba, pero que de todo el grupo Mike es el único que no provoca miedo, a su vez le pregunta a Sulley si Mike causa terror. Esto hace que Sulley se preocupe y se cuestione si van a ganar, por lo que en una conversación con Mike, lo motiva a realizar el mayor susto y rugido de su vida. En la última prueba (un simulador de sustos con el nivel más alto de dificultad) los Oozma Kappa tienen un desempeño sorprendente, incluyendo a Sulley, quien suelta un rugido tan fuerte que humilla a Randall (generando así una rivalidad entre ambos); al último, Mike compite contra Worthington, quien da un susto más intenso que el de Sulley, sin embargo Mike motivado por la conversación que tuvo con Sulley da un gran susto, que les asegura la victoria, con el susto de Mike todos en el estadio celebran su victoria frente a un Worthington y su equipo atónitos por la derrota. Con el resultado, Oozma Kappa regresa al programa de asustadores de la universidad.
Poco después, cuando los Oozmas se disponían a regresar a casa, Mike descubre que alguien redujo el nivel de dificultad al simulador de sustos, saboteándolo, Tras esto Mike le pregunta a Sulley si había sido el y porque había hecho eso, a lo que confiesa que él lo modificó, pero que el no entendía; luego le dice: "¿Y que esperabas que hiciera?, ¿Dejar que el equipo fallara porque no estás hecho para esto?", con esto Mike se enfurece y se va del lugar, donde el equipo al presenciar lo que pasó y que Mike estaba enfurecido dejan el trofeo en el estadio y se van tristes. Luego de esto, Sulley arrepentido camina por la Universidad mientras el público lo ovaciona por su susto y victoria y a su vez Johnny junto a los ROR (ya sin Randall) quienes se retractaron de lo sucedido le ofrece a Sulley volver al fraternidad, pero este se rehúsa ignorándolo y dándole el trofeo de las Sustolimpiadas. Después Sulley le confiesa a Hardscrabble lo que hizo,  pero le aclara que su equipo no tuvo nada que ver y ella muy molesta lo expulsa de la universidad.
Mientras tanto, Mike se infiltra en el laboratorio de puertas, en el que entra a un campamento humano y trata de asustar a una chica, pero ella en vez de asustarse lo considera adorable. Sulley tras darse cuenta de lo que pasó viaja al mundo humano para salvar a Mike, donde Sulley encuentra a un Mike destrozado que está triste al darse cuenta de que él nunca asustará, lo que les lleva a tener una discusión con Sulley, a lo que Sulley le confiesa que él es muy inseguro y temeroso y es por eso que hizo trampa, a su vez que la razón porque no le dijo es por que antes no eran amigos. Después de reconciliarse, son encontrados por los guardabosques, y a pesar de que logran evitarlos y logran regresar al campamento se dan cuenta de que Hardscrabble ha desconectado la puerta, provocando que Mike y Sulley queden atrapados en el mundo humano. Al verse acorralados por humanos adultos, Mike planea una excelente estrategia para asustar e intimidar a los guardabosques adultos, y Sulley les da el mayor susto posible que se haya visto, generando la suficiente energía que hace estallar la puerta antes de volver al mundo de los monstruos. Hardscrabble queda muy sorprendida al ver la capacidad de asustar de Sulley y más aún con la idea de Mike para lograr el mayor susto de la historia. En ese momento llega la CDA (parodia de CIA) y los llevan al despacho del rector de la universidad, mientras pasan entre sus amigos de Oozma Kappa (felices de ver que ambos salieron ilesos de su aventura en el mundo humano), mientras que los demás alumnos los reprochan por romper la puerta y se enfadan con ellos.
A pesar de todo esto, Sulley y Mike son expulsados de Monsters University como castigo por sus acciones, pero los demás miembros de Oozma Kappa son invitados al programa de asustadores. Al marcharse Mike y Sulley, Hardscrabble admite que la sorprendieron y cambiaron su perspectiva sobre el potencial de los monstruos como asustadores, y expresa su esperanza de que puedan seguir sorprendiendo a otros en el futuro. El dúo empieza a trabajar para Monsters Inc. en la sala de correo y, con los años, van ascendiendo en la empresa hasta que Sulley se convierte en asustador, con Mike como su asistente, derivando por ende en lo que ocurre después en Monsters Inc.
En la escena poscréditos, un alumno monstruo amarillo parecido a una babosa que aparecía corriendo lentamente el día del inicio de clases, finalmente llega a la sala de clases. Sin embargo, el conserje le dice que el año escolar se ha terminado, a lo que el dice "genial" y se va.

## Reparto
- John Goodman - James P. "Sulley" Sullivan
- Billy Crystal - Michael "Mike" Wazowski
- Steve Buscemi - Randall Boggs
- Helen Mirren - Abigail Hardscrabble
- Peter Sohn - Scott "Squishy" Squibbles
- Joel Murray - Don Carlton
- Dave Foley - Terry Perry
- Sean Hayes - Terri Perry
- Charlie Day - Art
- Alfred Molina - Profesor Derek Knight
- Tyler Labine - Brock Pearson
- Nathan Fillion - Johnny J. Worthington III
- Aubrey Plaza - Claire Wheeler
- Bobby Moynihan - Chet Alexander
- Noah Johnston - Joven Mike
- Julia Sweeney - Sherri Squibbles
- Bonnie Hunt - Señora Karen Graves
- John Krasinski - "Frightening" Frank McCay
- Bill Hader - Árbitro
- Beth Behrs - Carrie Williams
- Bob Peterson - Roz
- John Ratzenberger - El Yeti

## Doblaje
| Personaje                   | Actor de voz original | Actor de doblaje     | Actor de doblaje      |
| --------------------------- | --------------------- | -------------------- | --------------------- |
| Mike Wazowski               | Billy Crystal         | José Mota            | Andrés Bustamante     |
| James P. Sullivan           | John Goodman          | Santiago Segura      | Víctor Trujillo       |
| Randall (Randy) Boggs       | Steve Buscemi         | Miguel Ángel Montero | Moisés Palacios       |
| Don Carlton                 | Joel Murray           | Fernando De Luis     | Carlos Del Campo      |
| Art                         | Charlie Day           | Ricardo Escobar      | Raymundo Armijo       |
| Terri Perry                 | Sean Hayes            | Javier Balas         | Moisés Iván Mora      |
| Terry Perry                 | Dave Foley            | Artur Palomo         | Jesús Guzmán          |
| Scott "Squishy" Bubbles     | Peter Sohn            | Jorge Saudinós       | Ramón Bazet           |
| Decana Abigail Hardscrabble | Helen Mirren          | Mayte Torres         | Rebecca Manríquez     |
| Profesor Derek Knight       | Alfred Molina         | Carlos Kaniowski     | Gabriel Pingarrón     |
| Johnny Worthingtion III     | Nathan Fillion        | Iván Muelas          | José Gilberto Vilchis |
| Claire Wheeler              | Aubrey Plaza          | Silvia Sarmentera    | Erika Ugalde          |
| Brock Pearson               | Tyler Labine          | Roberto Encinas      | Gerardo Vásquez       |
| Frank McCay                 | John Krasinski        | Juan Logar Jr.       | Carlo Vázquez         |
| Roz                         | Bob Peterson          |                      | Humberto Vélez        |
| Yeti                        | John Ratzenberger     |                      | Ricardo Brust         |

## Desarrollo
Los planes para una secuela de Monsters, Inc. comenzaron después de la película anterior. Debido a los desacuerdos entre el presidente de Disney Michael Eisner y el dueño de Pixar, Steve Jobs, Disney, que en esos momentos tenía los derechos para hacer las secuelas de todas sus películas hasta Cars, anunció que una secuela de Monsters, Inc. podría ser realizada por Circle 7 Animation, quienes también se encontraban trabajando en el guion de Toy Story 3. Titulada como Monsters, Inc. 2: Lost in Scaradise, la película se centraba en Mike y Sulley visitando el mundo humano para darle a Boo un regalo de cumpleaños, solo para descubrir que la misma se ha mudado. Al quedarse atrapados en el mundo humano, Mike y Sulley se separan para hacer cada uno sus planes: Sulley continúa la búsqueda de Boo, mientras que Mike comienza a buscar una manera de regresar a Monstrópolis. Los guionistas Rob Muir y Bob Hilgenberg fueron contratados para escribir el guion y crear los guiones gráficos. No obstante, en 2005, Eisner, gerente en ese momento de Disney, fue reemplazado por su subgerente, Robert Iger, quien también negoció con Pixar. A principios de 2006 Disney anunció que se habían apoderado del estudio. Cuando Disney transfirió los derechos de autor a Pixar, causó la cancelación de la versión de la película de Muir y Hilgenberg y la subsiguiente clausura de Circle 7.

## Producción
En 2010 se confirmó oficialmente una secuela. Originalmente, la fecha de estreno sería el 16 de noviembre de 2012, posteriormente adelantada al 2 de noviembre de 2012 para evitar la competencia con The Twilight Saga: Breaking Dawn - Part 2, la última película de la saga de vampiros Twilight. En abril de 2011, se anunció que la fecha de estreno de la película sería postergada para el 21 de junio de 2013 debido al éxito de las cintas de Pixar estrenadas en verano, según Chuck Viane, un ejecutivo de Disney.
A principios de 2011, se rumoreaba que Monsters, Inc. 2 sería una precuela. En marzo de 2011, se confirmaron los rumores de la precuela y se reveló el nuevo título: Monsters University. Se confirmó a Dan Scanlon como director y a Pete Docter y Andrew Stanton como escritores. También se anunció que John Goodman, Billy Crystal, Steve Buscemi, Jennifer Tilly, Frank Oz, Bonnie Hunt, Bob Peterson y John Ratzenberger repetirían sus personajes de la primera cinta.

## Música
La banda sonora de la película estuvo a cargo de Randy Newman.
| Disney Pixar, Monsters University |                                                   |          |  |
| N.º                               | Título                                            | Duración |  |
| 1.                                | «Main Title»                                      |          |  |
| 2.                                | «Young Michael»                                   |          |  |
| 3.                                | «First Day at MU»                                 |          |  |
| 4.                                | «Dean Hardscrabble»                               |          |  |
| 5.                                | «Sulley»                                          |          |  |
| 6.                                | «Scare Pig»                                       |          |  |
| 7.                                | «Wasted Potential»                                |          |  |
| 8.                                | «Oozma Kappa»                                     |          |  |
| 9.                                | «Stinging Glow Urchin»                            |          |  |
| 10.                               | «Field Trip»                                      |          |  |
| 11.                               | «Rise and Shine»                                  |          |  |
| 12.                               | «The Library»                                     |          |  |
| 13.                               | «Roar» (performed by Axwell & Sebastian Ingrosso) |          |  |
| 14.                               | «The Scare Games»                                 |          |  |
| 15.                               | «Did You Do This?»                                |          |  |
| 16.                               | «Human World»                                     |          |  |
| 17.                               | «The Big Scare»                                   |          |  |
| 18.                               | «Goodbyes»                                        |          |  |
| 19.                               | «Mike and Sulley»                                 |          |  |
| 20.                               | «Monsters University»                             |          |  |

## Recepción

### Crítica
Monsters University ha recibido críticas positivas por parte de los críticos. El film recibió 80% de críticas positivas por parte del sitio web Rotten Tomatoes, basado en 204 revisiones con una calificación de 6.8/10. El sitio de críticas citaba: "Ésta cinta no escala hasta los más altos trabajos de Pixar, pero Monsters University sigue divirtiendo a cualquier crítico de cualquier edad." Otro sitio de críticas de cine, Metacritic, el cual asigna una crítica de 100 como tope, calculó una puntuación de 65, basada en 41 reseñas.
El crítico de cine chileno Ítalo Passalacqua dijo en su reseña que "la película no conseguía la misma diversión de la primera parte (...) es dispareja y sólo se disfruta de momentos". Además criticó la duración de la película para niños pequeños, pero alabó la tecnología de la producción, calificando la película con una nota de 4 sobre 7.

### Éxito comercial
La película tuvo éxito en la taquilla con tan solo unos pocos días en los cines. En el primer fin de semana recaudó $80 millones de dólares solo en Norteamérica; y a nivel mundial recaudó $400.527.000 dólares.
Además, según fuentes, Monsters University fue la sexta película con mayor recaudación internacional en 2013; después de Frozen, Iron Man 3, Mi villano favorito 2, Rápidos y Furiosos 6 y Los juegos del hambre: en llamas.

## Premios y nominaciones

### Premios Annie
| Año  | Categoría                                              | Resultado |
| ---- | ------------------------------------------------------ | --------- |
| 2013 | Mejor película                                         | Nominada  |
| 2013 | Mejor guion                                            | Nominada  |
| 2013 | Mejor storyboard                                       | Ganadora  |
| 2013 | Mejor animación de personajes                          | Nominada  |
| 2013 | Mejor diseño de personajes                             | Nominada  |
| 2013 | Mejor diseño de producción                             | Nominada  |
| 2013 | Mejor voz en película animada por Billy Crystal (Mike) | Nominado  |
| 2013 | Mejor música                                           | Nominada  |
| 2013 | Mejor montaje                                          | Ganadora  |
| 2013 | Mejores efectos animados                               | Nominada  |

### Premios BAFTA
| Año  | Categoría                   | Resultado |
| ---- | --------------------------- | --------- |
| 2013 | Mejor película de animación | Nominada  |

### Círculo de Críticos de Nueva York
| Año  | Categoría                   | Resultado |
| ---- | --------------------------- | --------- |
| 2013 | Mejor película de animación | Nominada  |

### Critics Choice Awards
| Año  | Categoría              | Resultado |
| ---- | ---------------------- | --------- |
| 2013 | Mejor película animada | Nominada  |

### Satellite Awards
| Año  | Categoría                   | Resultado |
| ---- | --------------------------- | --------- |
| 2013 | Mejor película de animación | Nominada  |

### Asociación de Críticos de Chicago
| Año  | Categoría               | Resultado |
| ---- | ----------------------- | --------- |
| 2013 | Mejor film de animación | Nominada  |

### Círculo de Críticos de San Francisco
| Año  | Categoría                   | Resultado |
| ---- | --------------------------- | --------- |
| 2013 | Mejor película de animación | Nominada  |

### Sindicato de Productores (PGA)
| Año  | Categoría                   | Resultado |
| ---- | --------------------------- | --------- |
| 2013 | Mejor película de animación | Nominada  |

### Kids Choice Awards
| Año  | Categoría                 | Resultado |
| ---- | ------------------------- | --------- |
| 2014 | Película animada favorita | Nominada  |